# Błyskawica

A Błyskawica (em polonês: Relâmpago) foi uma submetralhadora produzida pelo Armia Krajowa, um movimento de resistência polonês que lutava contra os alemães na Polônia ocupada. Juntamente com uma versão polaca da submetralhadora Sten, com a qual partilha alguns elementos de projeto, foi a única arma produzida em massa secretamente na Europa ocupada durante a Segunda Guerra Mundial.

## História
Em setembro de 1942, o engenheiro Wacław Zawrotny propôs ao comando do Armia Krajowa que ele e seus colegas preparassem um projeto de uma submetralhadora barata e caseira para uso pela resistência polonesa. Sua principal característica era a simplicidade, fazendo com que a arma pudesse ser fabricada mesmo em pequenas oficinas, por engenheiros inexperientes. A ideia foi aceita e Zawrotny, junto com seu colega Seweryn Wielanier, preparou o projeto de uma submetralhadora, logo depois chamada de Błyskawica (polonês para 'relâmpago'). Para facilitar a produção, todas as partes da arma foram unidas com parafusos e roscas, em vez de pernos e soldas, que eram comumente usados na produção de armas de fogo desde o século XVII.
O projeto foi baseado em duas das submetralhadoras mais populares da época. A construção externa com coronha retrátil e carregador montado abaixo da arma foi emprestada da bem-sucedida MP 40 alemã. O projeto interno do mecanismo foi modelado após a Sten britânica. A ação de blowback com ferrolho aberto ofereceu bom desempenho e alta confiabilidade. Ao contrário da Sten, e de seu clone polonês chamado Polski Sten, ela empregava um percussor flutuante e duas molas atrás do ferrolho - uma servia como mola de retorno e a outra como mola amortecedora (semelhante à submetralhadora Sterling posterior). A arma foi projetada desta forma para que os membros do exército de resistência pudessem usar qualquer estoque capturado de cartuchos de munição da MP40 alemã.
A documentação estava pronta em abril de 1943, e em setembro um protótipo estava pronto. Após extensos testes nas florestas fora de Zielonka, perto de Varsóvia, a arma foi apresentada ao comandante do KeDyw, August Emil Fieldorf, que considerou o projeto aceitável. Em novembro, os planos foram enviados para diversas oficinas espalhadas pela Polônia ocupada e foi iniciada uma produção em série. O nome foi cunhado em homenagem aos três raios gravados no protótipo por seus projetistas, trabalhadores da empresa Elektrit antes da guerra que usavam um logotipo semelhante.
A produção começou numa oficina que produz oficialmente redes metálicas para cercas em Varsóvia. Após os testes de uma série de protótipos de cinco pistolas, a KeDyw encomendou 1.000 e, posteriormente, mais 300. Até julho de 1944 e o início da Operação Tempest, cerca de 600 peças foram produzidas em Varsóvia. Durante a Revolta de Varsóvia, foram produzidas mais 40. Também é possível que a Błyskawica também tenha sido produzida em pequenas quantidades fora de Varsóvia.